# 黎民衷
黎民衷（1518年—1565年），字惟和，號滄嶼，廣東廣州府從化縣人，明朝政治人物。

## 生平
嘉靖三十一年（1552年）壬子科廣東鄉試第三十二名舉人，三十五年（1556年）中式丙辰科會試第二十六名，三甲第七十四名進士。戶部觀政，授行人司行人。三十六年升吏部稽勳司主事，三十九年升員外郎，四十一年升郎中，四十二年升廣西參政。四十三年十二月，廣西古田鳳凰山賊自永福突襲桂林，乘夜縋城而入，進劫布政司庫。署印參政黎民衷聞變，以為是宗室，出來諭止，為賊所殺，時年四十七。

## 家族
曾祖黎珪；祖父黎元昌，封監察御史；父黎貫，前翰林院庶吉士、官至監察御史、贈尚寶司少卿；母李氏，封孺人加太安人。兄黎民表，官至戶部員外郎、河南參議，為「南園後五子」之一；弟黎民褱，生員。侄黎邦琰，官至江西右參政。